# Parlamentswahl in Kolumbien 2014
Die Parlamentswahl in Kolumbien 2014 fand am 9. März 2014 statt.
32,8 Millionen Wahlberechtigte waren aufgefordert, 102 Senatoren für den Senat und 166 Abgeordnete und das Repräsentantenhaus zu wählen, das Ober- bzw. Unterhaus des kolumbianischen Parlaments. Die Wahlbeteiligung lag mit knapp 43,58 Prozent in etwa auf dem Niveau vorheriger Kongresswahlen.
Als stärkste Partei ging die Partido Social de Unidad Nacional von Staatspräsident Juan Manuel Santos aus den Wahlen hervor. Dennoch verlor seine Partei sowohl im landesweit gewählten und politisch bedeutenderen Senat als auch im Repräsentantenhaus, welches die Regionen abbildet, im Vergleich zur Wahl 2010 über 20 Prozent ihrer Sitze. Einziger Gewinner ist die erst im Vorjahr gegründete rechtskonservative politische Bewegung Centro Democrático des ehemaligen Staatspräsidenten Álvaro Uribe Vélez (2002–2010), der an der Spitze seiner Wahlliste selbst in den Senat einzog. Sie wurde zweitstärkste Gruppierung im Kongress sowie viertstärkste im Repräsentantenhaus. In der Hauptstadt Bogotá, die traditionell links wählt, wurde sie sogar zur stärksten Kraft.
- PDA: 5
- PLC: 17
- AV: 5
- Mind.: 2
- PdlU: 21
- CR: 9
- OC: 5
- PCC: 18
- CD: 20

| Parteien                                             | Stimmen    | %     | Sitze |
| ---------------------------------------------------- | ---------- | ----- | ----- |
| Partido de la U                                      | 2.230.208  | 15,58 | 21    |
| Centro Democrático                                   | 2.045.564  | 14,29 | 19    |
| Partido Conservador Colombiano                       | 1.944.284  | 13,58 | 19    |
| Partido Liberal Colombiano                           | 1.758.189  | 12,22 | 17    |
| Cambio Radical                                       | 0996.872   | 06,96 | 09    |
| Alianza Verde                                        | 0564.633   | 03,94 | 05    |
| Polo Democrático Alternativo                         | 0545.145   | 03,78 | 05    |
| Opción Ciudadana                                     | 0527.124   | 03,68 | 05    |
| Insgesamt gültige Stimmen (Wahlbeteiligung : 44,2 %) | 11.672.251 | 100.0 | 102   |

- PDA: 3
- PLC: 39
- AV: 6
- Mind.: 3
- Sonst.: 10
- PdlU: 37
- CR: 16
- OC: 6
- PCC: 27
- CD: 19

| Parteien                                             | Stimmen    | %     | Sitze |
| ---------------------------------------------------- | ---------- | ----- | ----- |
| Partido de la U                                      | 2.297.786  | 16,05 | 39    |
| Partido Liberal Colombiano                           | 2.022.093  | 14,13 | 37    |
| Partido Conservador Colombiano                       | 1.884.706  | 13,17 | 27    |
| Cambio Radical                                       | 1.108.502  | 07,74 | 15    |
| Centro Democrático                                   | 1.355.358  | 09,47 | 12    |
| Alianza Verde                                        | 0479.521   | 03,35 | 06    |
| Opción Ciudadana                                     | 0467.728   | 03,26 | 06    |
| Polo Democrático Alternativo                         | 0414.346   | 02,89 | 03    |
| Movimiento Independiente de Renovación               | 0411.800   | 02,87 |       |
| Partido Por un Huila Mejor                           | 073.573    | 00,51 | 01    |
| Alianza Social Independiente                         |            | 00,3  | 01    |
| Integración Regional                                 |            | 00,03 | 01    |
| Insgesamt gültige Stimmen (Wahlbeteiligung : 44,2 %) | 11.715.956 | 100.0 | 164   |